# NBA TV
NBA TV는 전미 농구 협회(NBA)가 소유하고 TNT 스포츠를 통해 워너 브라더스 디스커버리가 운영하는 미국 스포츠 중심의 유료 TV 네트워크이다. 농구 전문인 이 네트워크는 NBA 및 관련 프로 농구 리그의 전시, 정규 시즌 및 플레이오프 경기 방송은 물론 분석 프로그램, 스페셜 및 다큐멘터리를 포함한 NBA 관련 콘텐츠를 제공한다. 네트워크의 본부는 조지아주 애틀랜타에 있다. 이 네트워크는 NBA G 리그 및 WNBA 게임의 전국 방송사 역할도 한다. NBA TV는 1999년 11월 2일에 출시된 북미에서 프로 스포츠 리그가 소유하거나 관리하는 가장 오래된 구독 네트워크이다.
2023년 11월 기준 NBA TV는 미국 내 약 37,000,000개의 유료 TV 가구에서 시청할 수 있다. 이는 2013년 최고치인 61,000,000 가구에 비해 감소한 수치이다.

## 참여 인원

### 스튜디오 분석가 및 해설가
- 릭 폭스
- 그랜트 힐
- 카일 코버
- 케빈 맥헤일 (농구인)
- 샤킬 오닐
- 캔디스 파커
- 모리스 피터슨
- 스티브 스미스 (농구 선수)
- 아이제이아 토머스
- 드웨인 웨이드
- 크리스 웨버

### 기타 호스트

#### NBA 인사이드 스터프 (2013-2016)
- 그랜트 힐

#### 과거의 호스트 및 분석가
- 트레이시 맥그래디
- 게리 페이턴
- 바이런 스콧